# José María Mendiluce Pereiro
José María Mendiluce Pereiro (n. 14 aprilie 1951, Madrid, Noua Castilie⁠(d), Spania – d. 28 noiembrie 2015, Barcelona, Catalonia, Spania) a fost un om politic spaniol, membru al Parlamentului European în perioada 1999-2004 din partea Spaniei. 